# Richmunda
Richmunda (auch Richmunde oder Richmundis) ist ein weiblicher Vorname.

## Herkunft und Bedeutung
Der Name Richmunda ist aus den germanischen Namenselementen rich „Herrscher“ und munt „Schutz“ zusammengesetzt. Namen auf -mund sind männlich, erst durch die Endung -a wird der Name weiblich.

## Namenstag
13. Oktober, selige Richmunda, fromme Klosterfrau bei St. Walburgis in Eichstätt

## Verbreitung
Der Name Richmunda mit seinen Varianten ist sehr selten, 1998 waren in Deutschland 3 Telefonanschlüsse für den Namen Richmunde, ein Anschluss für den Namen Richmunda und kein Anschluss für den Namen Richmundis verzeichnet.
Der Name Richmundis wird in katholischen Ordensgemeinschaften öfter als Ordensname genutzt.